# Колос (Жлобинский район)
Колос (бел. Колас) — посёлок в Пиревичском сельсовете Жлобинского района Гомельской области Белоруссии.

## География

### Расположение
В 25 км на юго-восток от Жлобина, 2 км от железнодорожной станции Салтановка (на линии Жлобин — Гомель), 62 км от Гомеля.

## Транспортная сеть
Транспортные связи по просёлочной, а затем автомобильной дороге Бобруйск — Гомель. Застройка деревянная, усадебного типа, вдоль железной дороги.

## История
Основан в начале 1920-х годов переселенцами из соседних деревень на бывших помещичьих землях. В 1931 году жители вступили в колхоз. Во время Великой Отечественной войны оккупанты сожгли 17 дворов. В составе совхоза «Пиревичский» (центр — деревня Пиревичи).

## Население

### Численность
- 2004 год — 4 хозяйства, 4 жителя.

### Динамика
- 1940 год — 34 двора, 115 жителей.
- 2004 год — 4 хозяйства, 4 жителя.